# Mohamed Réda Abaci
 (novembre 2018).
Si vous disposez d'ouvrages ou d'articles de référence ou si vous connaissez des sites web de qualité traitant du thème abordé ici, merci de compléter l'article en donnant les références utiles à sa vérifiabilité et en les liant à la section « Notes et références ».
Mohamed Réda Abaci (en arabe : محمد رضا عباسي), né le 8 août 1975 à El Hadjar (Annaba), est un footballeur international algérien, évoluant en poste de meneur de jeu.
Il est double vainqueur de la Coupe de la CAF avec la JS Kabylie en 2000 et 2001. Il compte 8 sélections en équipe nationale entre 2000 et 2002.

## Carrière

### En club
Mohamed Réda Abaci commence sa carrière avec l'équipe junior de l'IRB El Hadjar, jusqu'à son intégration en équipe première au cours de la saison 1995-1996. Il quitte son club formateur en 1997 pour jouer une année avec le club du JJ Azzaba. 
En 1998-1999, il s'engage avec le club de l'USM Annaba en D1. Il deviendra l'un des piliers de cette équipe. En 2000-2001, il rejoint les rangs de la JS Kabylie, avec laquelle il joue deux saisons et remporte deux Coupes de la CAF (2000 et 2001). Il quitte ce club en janvier 2002, pour rejoindre le club voisin de la JSM Béjaïa pour une durée de six mois, en début de saison de 2002-2003. Il revient ensuite à l'USM Annaba pour une saison. 
Pour la saison de 2003-2004, il s'engage avec l'ES Sétif, où il joue la majorité des rencontres de championnat (26 matchs et quatre buts). Toutefois, il quitte le club en fin de saison pour rejoindre le GC Mascara, club de l'ouest algérien, pour une saison (2004-2005). Lors de l'été de 2005, il revient dans l'est algérien pour jouer avec le club de l'UMS Dréan pour une saison. Pour la saison qui suit, en 2006-2007, il évolue avec l'AS Khroub. Il rejoint ensuite le doyen des clubs de l'est, le CS Constantine, pour une période de six mois, puis revient une nouvelle fois à l'AS Khroub afin d'y terminer sa carrière lors de la saison 2009-2010.

### En équipe nationale
Mohamed Réda Abaci honore huit sélections en équipe nationale d'Algérie et inscrit un but. Il obtient sa première sélection de par le sélectionneur Abdelghani Djadaoui, à l'occasion d'un match amical contre la Guinée au Stade du 19-Mai-1956 à Annaba, le 3 juin 2000.

## Palmarès
- Vainqueur de la Coupe de la CAF en 2000 et 2001 avec la JS Kabylie.
- Vice-champion d'Algérie en 2002 avec la JS Kabylie.
- Accession en Ligue 1 en 2007 avec l'AS Khroub.
- Accession en Ligue 2 en 1996 avec l'IRB El Hadjar.
- Accession en Ligue 2 en 2006 avec l'USM Dréan.